# 5839 GOI
5839 GOI eller 1974 SJ3 är en asteroid i huvudbältet som upptäcktes den 21 september 1974 av den rysk-sovjetiske astronomen Nikolaj Tjernych vid Krims astrofysiska observatorium på Krim. Den har fått sitt namn efter ett forsknings institut i Sankt Petersburg.
Asteroiden har en diameter på ungefär 24 kilometer.